# Nødhjælp til selvhjælp
|  | Denne artikel er oprettet af botten PalnaBot ud fra en ekstern database. Den kan derfor have sproglige fejl eller mangler. Denne skabelon kan fjernes efter kontrol af indholdet. |

Nødhjælp til selvhjælp er en film instrueret af Steen B. Johansen.

## Handling
Filmen, der blev produceret i anledning af Folkekirkens Nødhjælps 50-års jubilæum i 1972, fortæller om kirkernes internationale hjælpearbejde, illustreret med arbejdet i tre lande: Jordan, Tanzania og Bangladesh. I disse lande har kirkerne igennem længere tid ydet en betydelig hjælpeindsats i form af flygtningehjælp og genbosætningshjælp. Med eksemplerne fra de tre lande illustreres også de principper, der ligger til grund for hele det internationale, kirkelige hjælpearbejde.